# Krasnokwiat białokwiatowy
Krasnokwiat białokwiatowy (łac. Haemanthus albiflos) – zimozielony gatunek roślin z rodziny amarylkowatych. W naturalnym środowisku występuje nad Oceanem Indyjskim w Afryce Południowej. Jest uprawiany jako doniczkowa roślina ozdobna.

## Morfologia

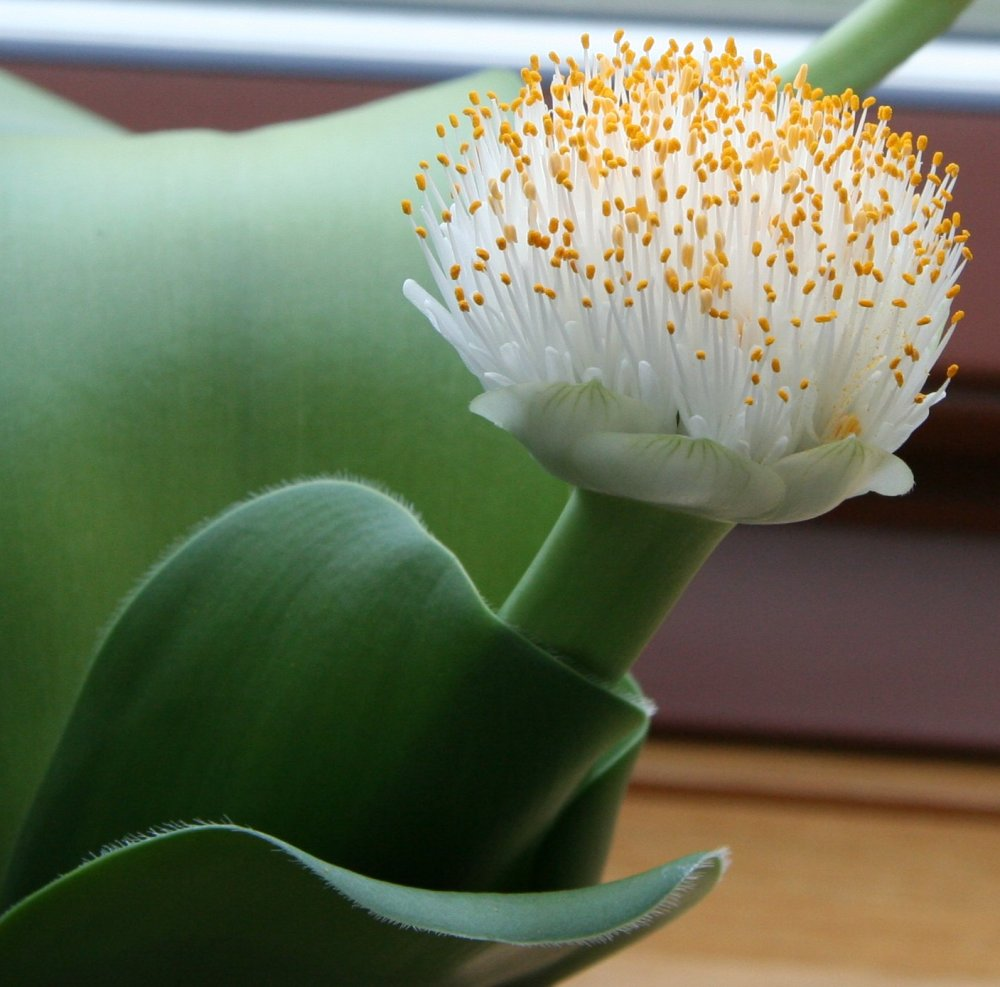
Kwiat

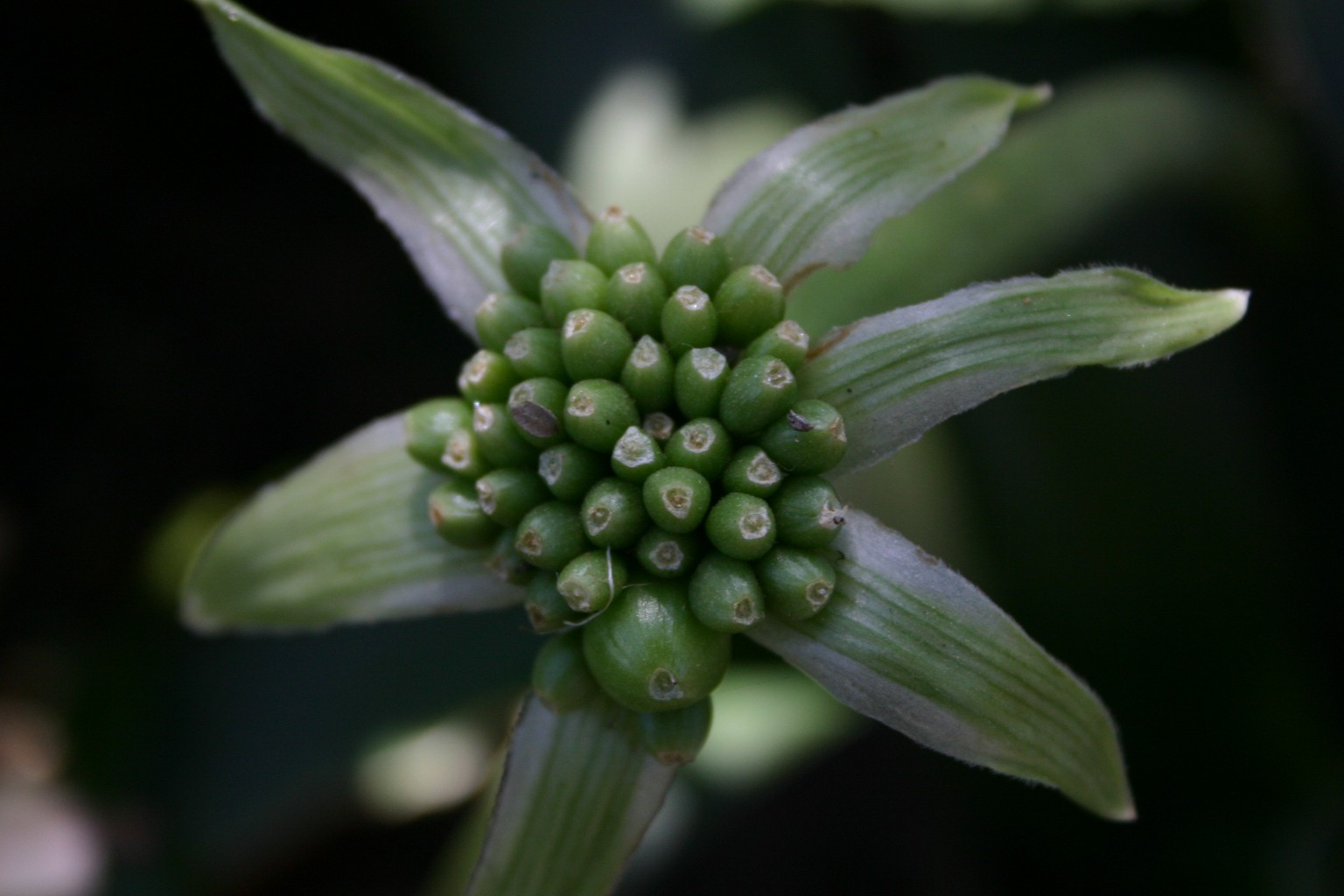
Dojrzewające owoce

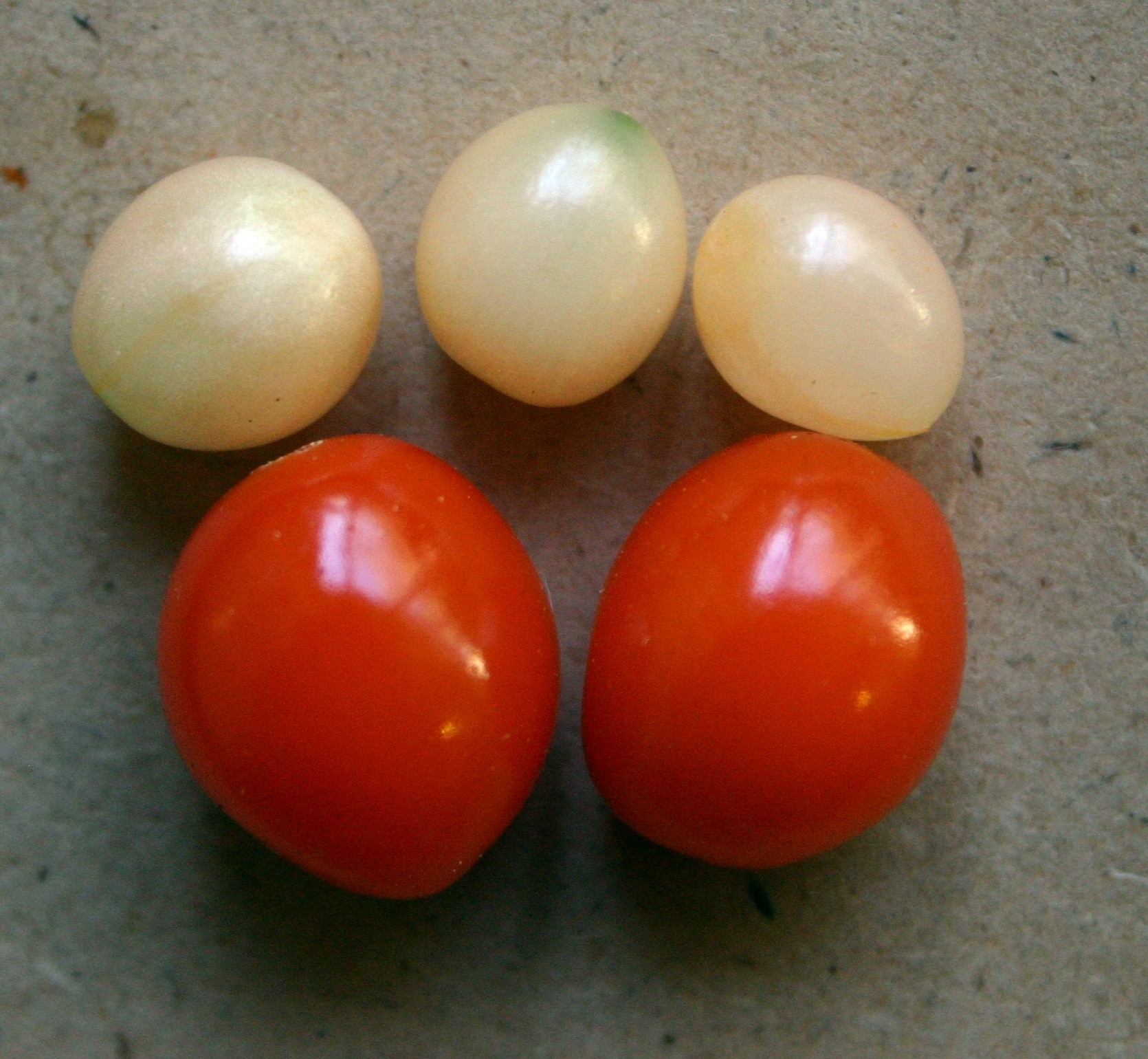
Owoce

LiścieBlado do ciemnozielone, szarozielone czasem z żółtymi lub białymi plamami, gładkie czasem lśniące, grube osiągają 25 cm długości, mogą być pokryte delikatnymi, białymi włoskami
KwiatyNa grubej łodydze, białe, złożone w baldach o szerokości od 3 do 5 cm, pręciki wyrastają ponad kwiat, a pylniki są koloru żółtego do pomarańczowego.
OwoceMięsiste jagody, dojrzałe o kolorze od jasnopomarańczowego do czerwonego
Część podziemnaCebula osiągająca 8 cm średnicy, zwykle połowa cebuli wystaje nad ziemię i jest koloru jasnozielonego. Cebula rozrasta się i może osiągnąć średnicę 8 cm. Zwykle co roku wytwarza cebulki przybyszowe.

## Biologia i ekologia
Bylina. Siedlisko: wschodnie wybrzeża południowej Afryki, gleba przepuszczalna, stanowisko mocno zacienione (pod drzewami lub krzewami). Rozmnażanie: z nasion lub wegetatywnie z cebul. Roślina jest bardzo żywotna i długowieczna. W środowisku naturalnym kwitnie od kwietnia do lipca, uprawiana w mieszkaniach zwykle wiosna lub latem.

## Uprawa
Wymaga silnego, ale rozproszonego światła, bezpośrednie oświetlenie powoduje żółknięcie liści. Podłoże powinno być żyzne, próchniczne. Na dnie doniczki konieczny jest drenaż. Roślina lubi wilgoć, korzystne jest dla niej spryskiwanie liści wodą. Od wiosny do jesieni podlewa się intensywnie, tak, by ziemia była stale wilgotna. Zimą roślina przechodzi w okres spoczynku i wówczas podlewanie należy ograniczyć. Przez lato nawozi się rozcieńczonym nawozem wieloskładnikowym. W czasie kwitnienia roślinę zacienia się, co przedłuża jej okres kwitnienia. Po przekwitnieniu kwiatostany usuwa się (jeżeli nie zależy nam na nasionach). Rozmnaża się roślinę z nasion, które wysiewa się zaraz po zbiorze, gdyż szybko tracą zdolność kiełkowania. Zakwita po 3 -4 latach od wysiewu nasion. Najłatwiej jednak rozmnażać przez cebule przybyszowe. Roślina źle toleruje przesadzanie, najlepiej jest co roku zebrać tylko górną warstwę ziemi i roślinę wraz z całą bryłą korzeniową przenieść do większej doniczki i uzupełnić nową ziemią.